# Sirilla
La sirilla es una danza antigua de Chile, descendiente de la seguidilla española.
Es un baile de dos parejas mixtas y sueltas en que cada bailarín lleva un pañuelo. El paso se ejecuta principalmente con zapateo y se realizan giros y cambios de lugar de los hombres.

## Coreografía
Dos parejas colocadas frente a frente en las cuatro esquinas de un cuadro, como en la pericona. Contragiros y cambios de frente realizados simultáneamente por los cuatro bailarines; cambio de lugar de los hombres en línea diagonal y zapateos en el puesto, son las figuras usadas en esta versión de coreografía más bien cerrada, sin grandes desplazamientos.
Es un baile que comprende dos pies. Su sencilla coreografía consta de las siguientes figuras:
- 1.- Ambos bailarines describen una “S” de ida y regreso, saliendo por la derecha y regresando a su lugar. La mujer baila con una mano en la cintura y con la otra toma ligeramente la falda, primero con la derecha y luego con la izquierda, mientras el hombre apoya sus dos manos tras la cintura.
- 2.- Bailan al centro en un semicírculo imaginario.
- 3.- Luego se separan y regresan a su posición original.
- 4.- Giran en su lugar y cambian de lado....
- 5.- Y finalmente rematan al centro.

Enseguida se preparan para el segundo pie, que es igual al anterior.
La principal importancia estaba concedida a los zapateos. Primitivamente los brazos iban en alto. Posteriormente se usó pañuelo.
Sobre este baile, Margot Loyola escribió en 1980:

"Para Cava, la Seguidilla era un baile entre cuatro, de tres vueltas, con pañuelo y redobles". De cuarenta y dos personas encuestadas por mí (1961-1962) en Ancud, Castro y zonas campesinas adyacentes, treinta y dos confirmaron que la Seguidilla en Chiloé fue bailada de "cuatro personas". Las restantes dijeron que hacia 1930 se bailaba por "dos personas" cuando en la fiesta no había más bailarines que supieran la danza.

Según las informaciones recogidas, la Seguidilla en aquella zona insular no fue tan apetecida como la Pericona, la Nave, el Chocolate o la Refalosa. El uso de las castañuelas no .